# تفاحة يوميا تبقى الطبيب بعيدا

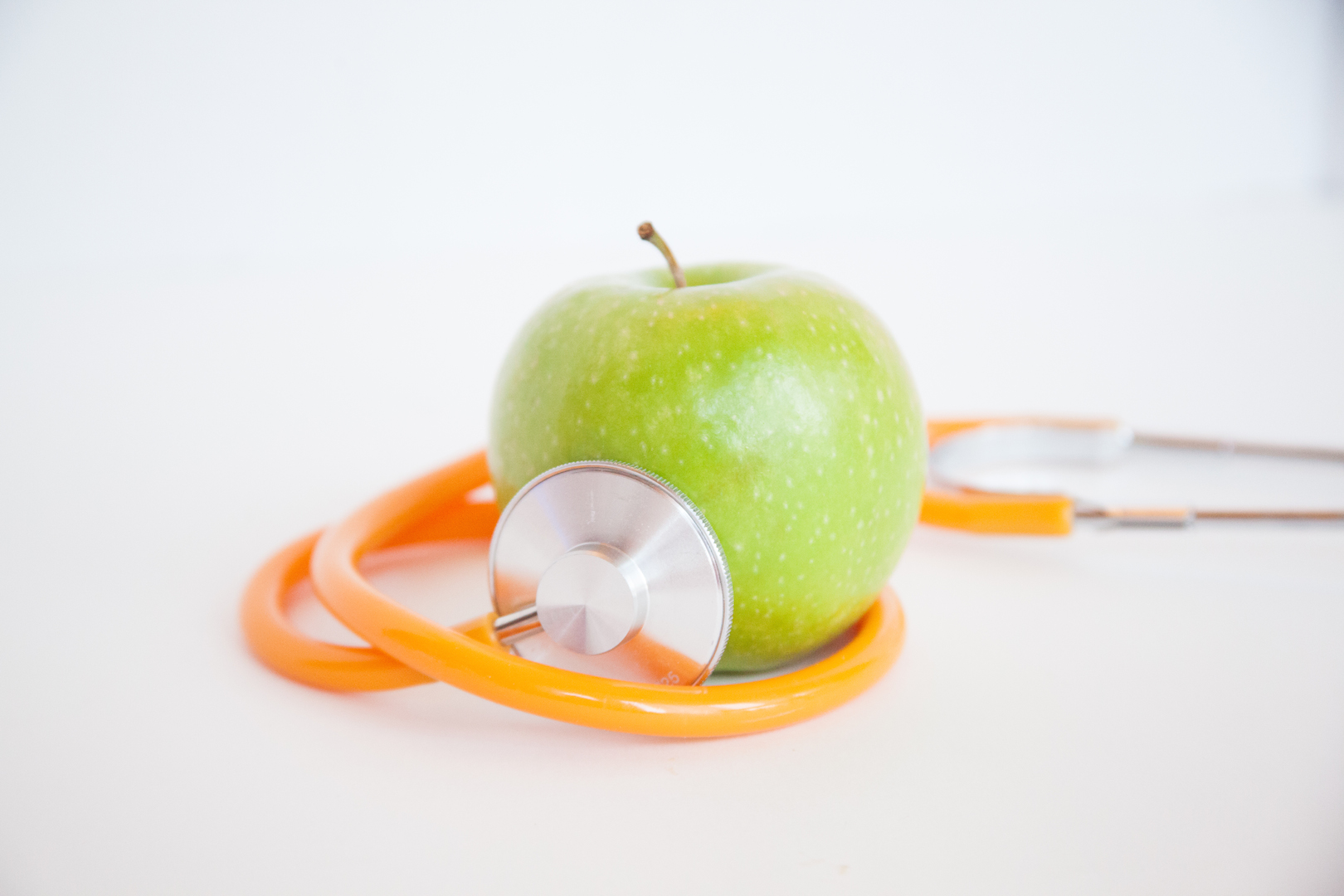

«تفاحة يوميا تبقى الطبيب بعيدا» هو مثل شائع في اللغة الانجليزيه من أصل ولزى.
تتبنى الحكمة الشعبية أن استهلاك التفاح (أو استهلاك الفاكهه أو الخضار بوجه عام) له فوائد صحيه مميزه.

## المنشأ
سجلت لأول مرة في عام 1860, نشأ المثل في ويلز , وكان منتشرا بشكل خاص في بيمبروكشاير . كانت الصياغة الاصلية للقول «كل تفاحه في طريقك إلى الفراش، وسوف تمنع الطبيب من كسب لقمة عيشه.» الصيغة الحاليه «تفاحة ف اليوم تبقى الطبيب بعيدا»، بدأ استخدامها في نهاية القرن 19،  تم العثورعلى أمثله للطباعه المبكرة في وقت مبكر من عام 1899.

## التقييم العلمي
وجدت دراسه أجريت في عام 2011 أن استهلاك التفاح والكمثرى ربما يقى من السكتات الدماغيه . وجدت دراسه اجريت عام 2012 أن استهلاك التفاح قلل بشكل ملحوظ مستويات الكوليسترول السيئه لدى البالغين في منتصف العمر. في عام 2013 , نشرت ال BMJ دراسه كجزء من قضيتها دعابة الميلاد تقارن تأثيرات وصف كل شخص في المملكة المتحده (بريطانيا) فوق سن الخمسين إما تفاحه أو ستاتين (أدوية مخفضه للدهون) في اليوم. استنتجت الدراسة أن كلاهما سيكونان فعالين بالمثل.
نظرت دراسه أجريت عام 2015 بشكل مباشر إلى العلاقة بين استهلاك التفاح وزيارات الاطباء ولم تجد أي دليل على ان كان المثل صحيحا. ومع ذلك، وجدت الدراسة أن الأشخاص الذين تناولوا تفاحه في اليو م استخدمو وصفات طبيه أقل. ومع ذلك، وجدت دراسه أجريت عام 2011 أن إضافة تفاحة واحدة ذهبية لذيذة إلى النظام الغذائى اليومى إلى مجموعة صغيرة من الرجال الذين يعانون من زيادة الوزن، أدى إلى مستويات أعلى من كوليسترولLDL (البروتين الدهني منخفض الكثافة) والدهون الثلاثيه. وتعزى النتائج إلى محتوى السكر المرتفع ومحتوى الفينول المنخفض من التفاح الذهبى اللذيذ.